# Ben Barnes (politiker)
Ben Barnes, född 17 april 1938 i Gorman, Texas, är en amerikansk demokratisk politiker. Han var viceguvernör i Texas 1969–1973 under guvernör Preston Smith.
Efter avslutad skolgång i Comanche County tillbringade Barnes först en termin vid Texas Christian University i Fort Worth och sedan ytterligare en termin vid Tarleton College i Stephenville. 20 år gammal inledde han sedan sina studier vid University of Texas.
Barnes var talman i delstatens representanthus 1965–1969 och efterträdde i januari 1969 Preston Smith som viceguvernör. Barnes efterträddes 1973 av William P. Hobby Jr.